# Koefonisia
Koefonisia (Grieks: Κουφονήσια) is de naam van een groep eilanden in de Egeïsche Zee, de naam van twee hiervan, Kato, beneden Koefonisia, en Ano of Pano, boven Koefonisia, en de grootste plaats op deze eilanden, Grieks: Πάνω Κουφονήσι‚ Pano Koufinissi, Boven-Koufinissi. Ze zijn een deel van de Cycladen. Het gebied ligt ten zuidoosten van het eiland Naxos en valt onder Griekenland. Ze zijn klein in vergelijking met de andere eilanden van de Cycladen, maar trekken desalniettemin veel toeristen aan. Ze zijn onderdeel van Natura 2000. De witte huizen op de eilanden hebben de kenmerkende architectuur van de huizen op de andere eilanden van de Cycladen.

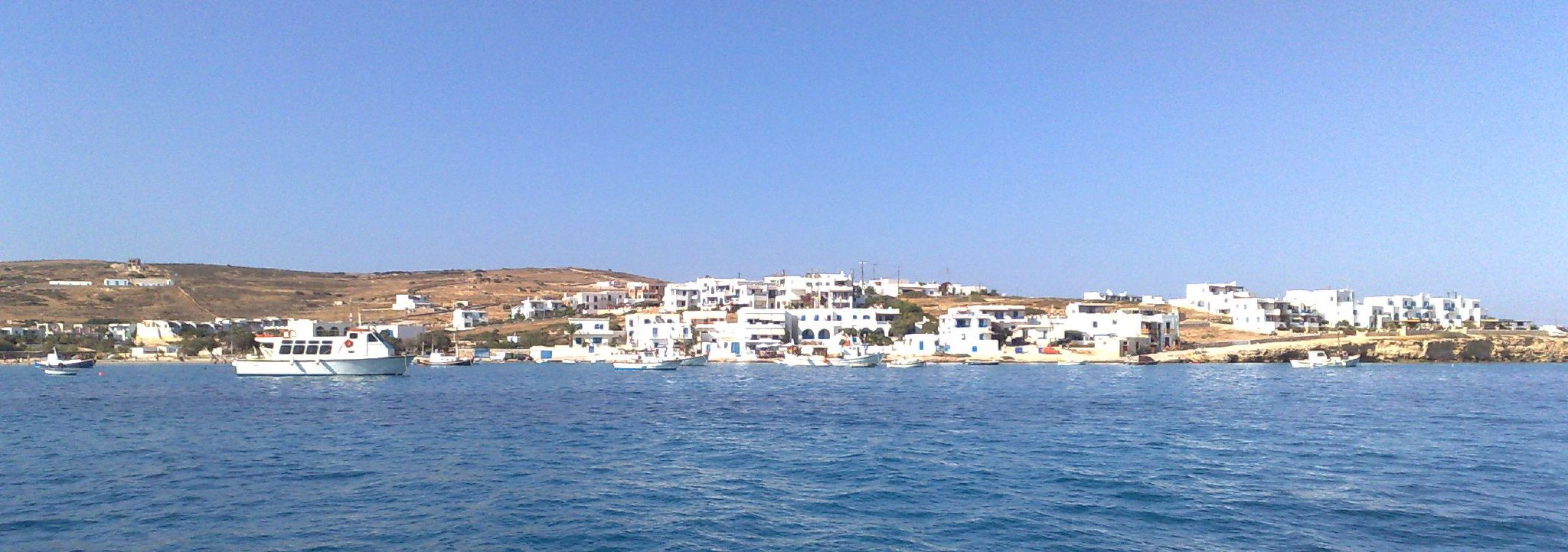
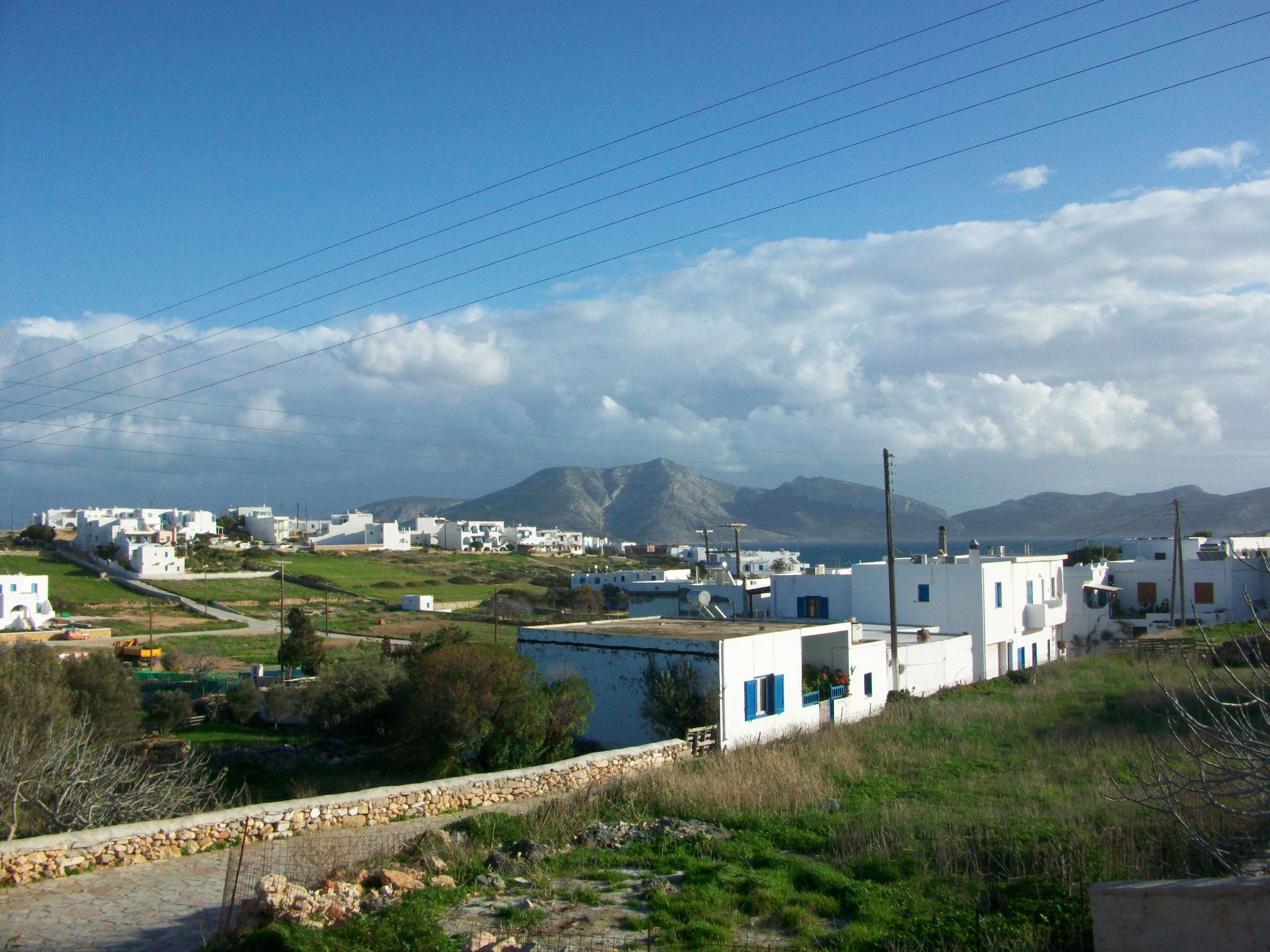
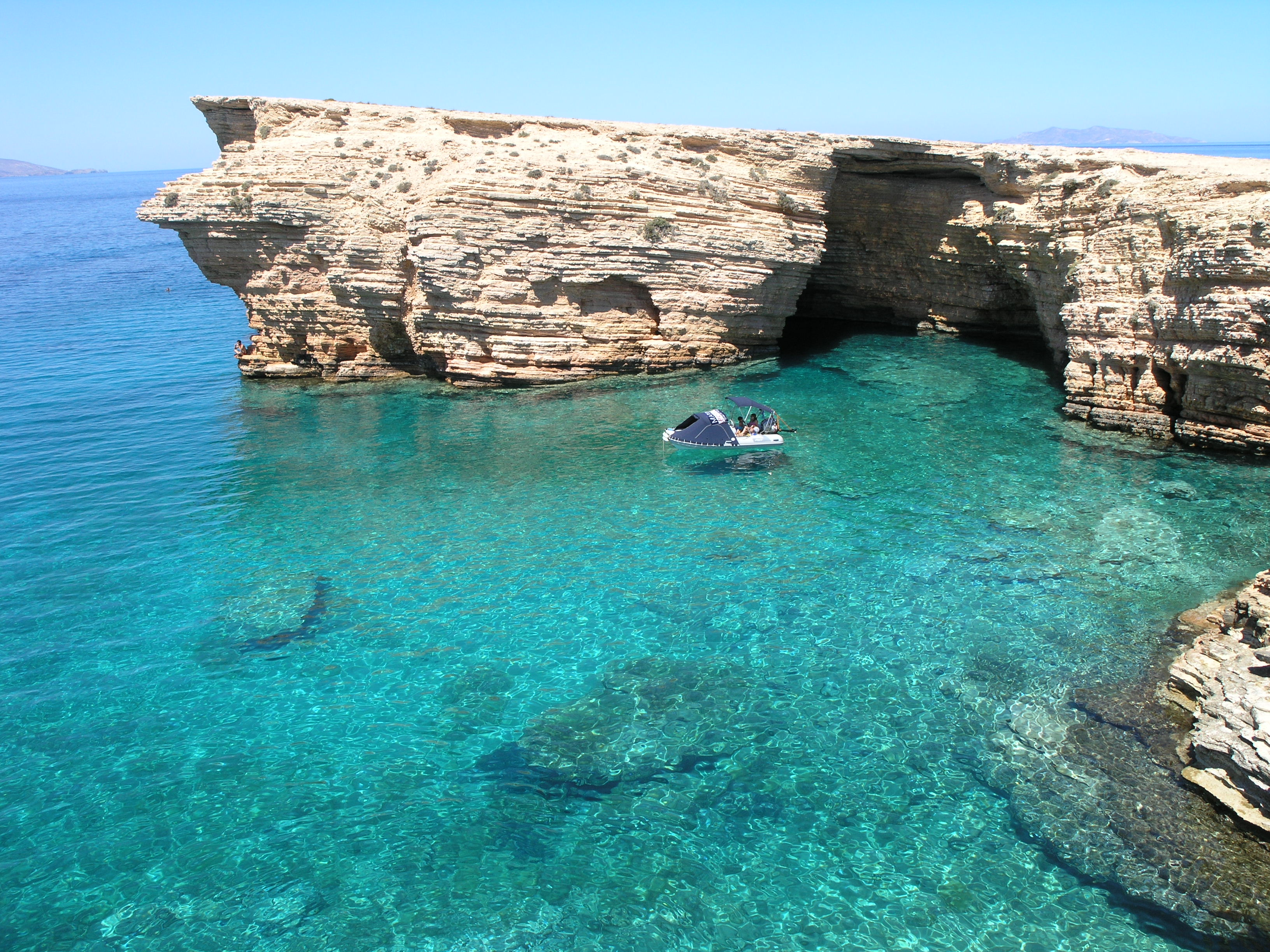
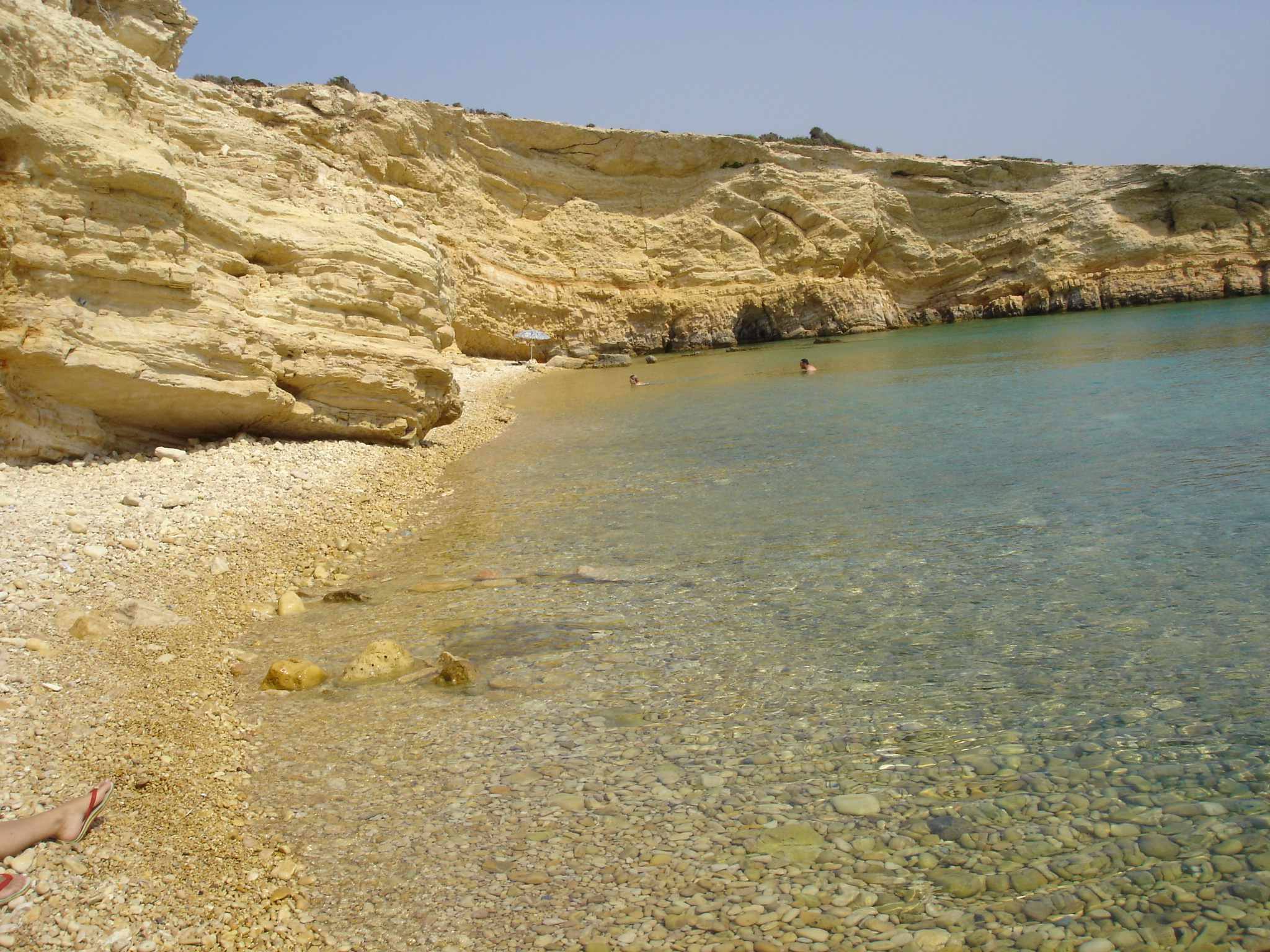